# Mališevo
Malishevë / Mališevo (cyr. Малишево) – miasto w środkowym Kosowie, w regionie Prizren, nad rzeką Drenicą, siedziba gminy Malishevë / Mališevo. W 2006 roku liczyło około 2 tys. mieszkańców.

## Miasta partnerskie
- Mérida